# Pseudosparianthis fusca
Pseudosparianthis fusca är en spindelart som beskrevs av Simon 1887. Pseudosparianthis fusca ingår i släktet Pseudosparianthis och familjen jättekrabbspindlar. Inga underarter finns listade i Catalogue of Life.